# 부산 백운사 묘법연화경 권4-7
백운사 묘법연화경 권4-7(白雲寺 妙法蓮華經 卷4-7)은 부산광역시 해운대구 백운사에 있는 조선시대의 묘법연화경이다. 2013년 10월 23일 부산광역시의 유형문화재 제133호로 지정되었다.

## 개요
전체 7권2책 중 4권1책의 결본이다. 권4의 첫 장 좌측면에 칠성도가 있고, 우측면에는 ‘묘법연화경 변상(妙法蓮華經 變相)’이라는 제목과 함께 위태천(韋駄天)이 있으며, 두 번째 장에는 좌·우면에 걸쳐 석가설법도가 배치되어 있다. 권7의 말에는 성달생의 발문, 연화질, 간기 등이 있다. 1443년 5월에 작성된 성달생의 발문과 ‘全羅道高山地佛名山花岩寺開板’이라는 간기를 통해서 이 판이 1443년에 조성된 화암사판임을 알 수 있다.
화암사판은 병자사화 이후에 원판에서 성달생, 성승, 성삼문 등 성씨 일가 3인의 이름이 산삭(刪削)되고 난 후 다시 인출된 것이다. 간행 시기는 분명하지만 산삭 후 인출 시기가 명확하지 않고 성종 년간 무렵으로 추정되고 있는 판본이긴 하지만, 병자사화라는 역사적 사건과 연관성을 가진 판본으로 역사적 의의가 큰 판본이다.
백운사 소장 『묘법연화경』 권4-7은 병자사화와 관련된 역사적 의의와 함께 명필가 성달생의 글씨와 발문, 시주질들, 연화질, 간기 등의 기록은 서예사, 서지학, 인쇄사, 역사학, 불교학 등의 연구에 귀중한 자료이다.

## 같이 보기
- 묘법연화경

## 참고 자료
- 백운사 묘법연화경 권4-7 - 국가유산청 국가유산포털